# 캄포라산조반니

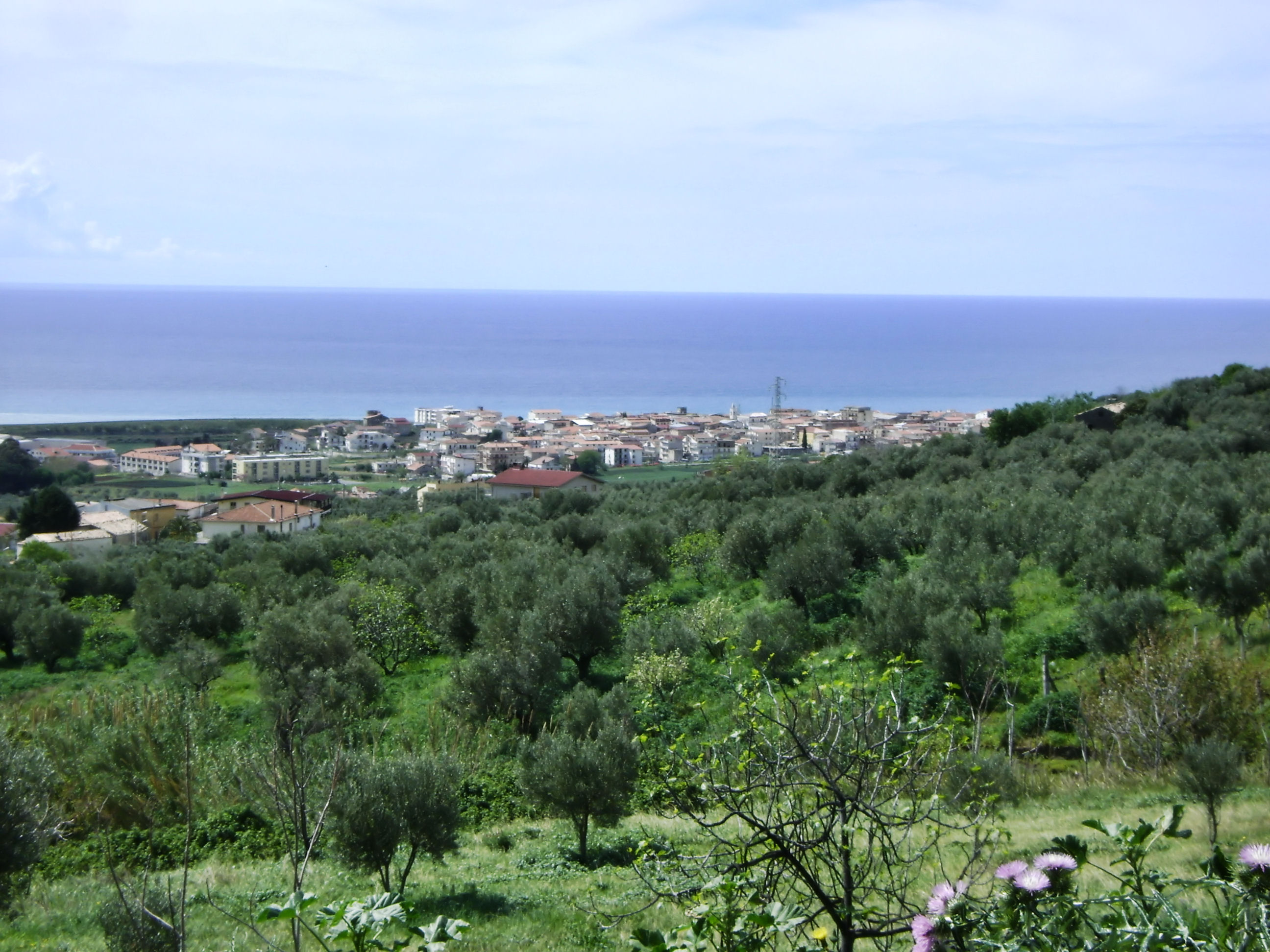
캄포라산조반니

캄포라산조반니(이탈리아어: Campora San Giovanni)는 이탈리아 칼라브리아주 코센차도 아만테아 코무네에 위치한 마을(Frazione, 프라치오네)로 면적은 6.2km2, 높이는 55m, 인구는 7,850명(2012년 1월 1일 기준), 인구 밀도는 1,300명/km2이다.

## 같이 보기
- 코레카